# 2005-ös magyar fedett pályás atlétikai bajnokság
A 2005-ös magyar fedett pályás atlétikai bajnokság a 32. bajnokság volt. A többpróba számait február 5–6-án tartották az Olimpiai Csarnokban.

## Eredmények

### Férfiak
| Versenyszám      | Arany                                                     | Arany    | Ezüst                                                       | Ezüst    | Bronz                                                         | Bronz    |
| ---------------- | --------------------------------------------------------- | -------- | ----------------------------------------------------------- | -------- | ------------------------------------------------------------- | -------- |
| 60 m             | Farkas Attila BEAC                                        | 6,76     | Szebeny Miklós Vasas                                        | 6,87     | Pauer Géza Bp. Honvéd                                         | 6,89     |
| 200 m            | Pauer Géza Bp. Honvéd                                     | 21,88    | Szebeny Miklós Vasas                                        | 21,96    | Ágoston Dániel BEAC                                           | 22,08    |
| 400 m            | Dezső Ákos Bp. Honvéd                                     | 48,99    | Molnár Balázs Dunaújvárosi AC                               | 49,04    | Takács Dávid VEDAC                                            | 49,11    |
| 800 m            | Takács Dávid VEDAC                                        | 1:53,56  | Kazi Tamás TFSE                                             | 1:54,86  | Venczel Miklós Debreceni SC                                   | 1:55,49  |
| 1500 m           | Bene Barnabás Pécsi VSK                                   | 3:44,82  | Csillag Balázs AC Szekszárd                                 | 3:45,86  | Némedi Zoltán MAC-Népstadion                                  | 3:57,06  |
| 3000 m           | Bene Barnabás Pécsi VSK                                   | 8:23,02  | Minczér Albert VEDAC                                        | 8:24,53  | Szemeti Péter Tatabányai SC                                   | 8:28,20  |
| 4 × 2 kör        | Kasper István Borsányi Zoltán Gaál György Kazi Tamás TFSE | 2:58,53  | Kiss Dávid Szever Ádám Kristóf Ferenc Dezső Ákos Bp. Honvéd | 3:00,95  | Schwahoffer Gábor Tibola István Doma Csaba Takács Dávid VEDAC | 3:01,33  |
| 60 m gát         | Palágyi Gergely Pécsi VSK                                 | 7,82     | Lippai Richárd KSI                                          | 8,20     | Szabó Attila Újpesti TE                                       | 8,23     |
| 5000 m gyaloglás | Márta Tibor Békéscsabai AC                                | 21:10,70 | Kapéri Levente MISI SC                                      | 21:42,27 | Rácz Sándor Debreceni SI                                      | 21:43,73 |
| magasugrás       | Boros László Debreceni SC                                 | 2,21 m   | Harsányi Olivér Debreceni SI                                | 2,13 m   | Fehér Román Dunaújvárosi AC                                   | 2,09 m   |
| rúdugrás         | Skoumal Péter DSC                                         | 5,10 m   | Szörényi Zoltán TFSE                                        | 5,00 m   | Zsivoczky Attila Debreceni SC                                 | 4,70 m   |
| távolugrás       | Babicz Pál Tatabányai SC                                  | 7,59 m   | Margl Tamás Tatabányai SC                                   | 7,56 m   | Tölgyesi Péter Dunakeszi VSE                                  | 7,40 m   |
| hármasugrás      | Tölgyesi Péter Dunakeszi VSE                              | 16,44 m  | Farkas János Debreceni SC                                   | 15,15 m  | Ungvári Péter KSI                                             | 14,83 m  |
| súlylökés        | Bíber Zsolt Szolnoki MÁV                                  | 18,54 m  | Máté Gábor CSASE                                            | 17,59 m  | Kürthy Lajos Mohácsi TE                                       | 17,33 m  |
| hétpróba         | Szabó Attila Újpesti TE                                   | 5417     | Huszti Gábor MAFC                                           | 4634     | Kurucz Gergely Hatvani SZSE                                   | 4609     |

### Nők
| Versenyszám      | Arany                                                             | Arany    | Ezüst                                                                            | Ezüst    | Bronz                                                               | Bronz    |
| ---------------- | ----------------------------------------------------------------- | -------- | -------------------------------------------------------------------------------- | -------- | ------------------------------------------------------------------- | -------- |
| 60 m             | Szabó Enikő Szolnoki MÁV                                          | 7,48     | Rózsa Zsófia Bp. Honvéd                                                          | 7,50     | Szakács Enikő Bp. Honvéd                                            | 7,70     |
| 200 m            | Petráhn Barbara Zalaegerszegi AC                                  | 24,28    | Rózsa Zsófia Bp. Honvéd                                                          | 24,71    | Nyusa Viktória Alba Redia AK                                        | 25,06    |
| 400 m            | Petráhn Barbara Zalaegerszegi AC                                  | 53,68    | Rózsa Zsófia Bp. Honvéd                                                          | 56,66    | Varga Fruzsina Alba Regia AK                                        | 57,45    |
| 800 m            | Tóth Lívia VEDAC                                                  | 2:08,27  | Járay Melinda Delfin SE                                                          | 2:12,65  | Bozzay Boglárka VEDAC                                               | 2:14,72  |
| 1500 m           | Tóth Lívia VEDAC                                                  | 4:26,30  | Erdélyi Eszter Újpesti TE                                                        | 4:34,72  | Garami Katalin KSI                                                  | 4:35,51  |
| 3000 m           | Tóth Lívia VEDAC                                                  | 9:28,69  | Teveli Petra Újpesti TE                                                          | 9:38,08  | Erdélyi Eszter Újpesti TE                                           | 9:58,35  |
| 4 × 400 m        | Óvári Zita Vertetics Eszter Szakács Enikő Rózsa Zsófia Bp. Honvéd | 3:25,62  | Simonffy Mariann Kálmán Eszter Gergely Fruzsina Petráhn Barbara Zalaegerszegi AC | 3:28,29  | Varga Fruzsina Miklós Éva Lukács Erika Nyusa Viktória Alba Regia AK | 3:32,95  |
| 60 m gát         | Vári Edit BEAC                                                    | 8,40     | Veres Gabriella Alba Regia AK                                                    | ,97      | Pistár Szilvia Debreceni SC                                         | 9,03     |
| 3000 m gyaloglás | Kernács Krisztina Bp. Honvéd                                      | 14:07,32 | Nemere Dóra Bp. Honvéd                                                           | 14:22,50 | Varró Katalin Alba Regia AK                                         | 14:28,91 |
| magasugrás       | Győrffy Dóra BEAC                                                 | 1,92 m   | Bódi Bernadett Tatabányai SC                                                     | 1,77 m   | Babos Rita Győri Dózsa                                              | 1,77 m   |
| rúdugrás         | Molnár Krisztina Újpesti TE                                       | 4,30 m   | Olgyay-Szabó Zsuzsanna BEAC                                                      | 4,10 m   | Erős Enikő MAC-Népstadion                                           | 4,00 m   |
| távolugrás       | Miklós Éva Alba Regia AK                                          | 6,31 m   | Stajerné Deák Katalin Ferencvárosi TC                                            | 6,15 m   | Ajkler Zita Vasas                                                   | 6,04 m   |
| hármasugrás      | Miklós Éva Alba Regia AK                                          | 13,08 m  | Óvári Zita Bp. Honvéd                                                            | 13,01 m  | Ajkler Zita Vasas                                                   | 12,90 m  |
| súlylökés        | Kürti Éva Nyíregyházi VSC                                         | 15,56 m  | Divós Katalin Dobó SE                                                            | 15,42 m  | Máté Katalin CSASE                                                  | 14,41 m  |
| ötpróba          | Óvári Zita Bp. Honvéd                                             | 4038     | Farkas Györgyi Csepeli DAC                                                       | 4011     | Adamik Anna Kecskeméti ARC                                          | 3598     |